# Sciaenophilus bennetti
Sciaenophilus bennetti is een eenoogkreeftjessoort uit de familie van de Caligidae. De wetenschappelijke naam van de soort is voor het eerst geldig gepubliceerd in 1953 door Causey.